# Гольдин, Михаил Аронович
Гольдин Михаил Аронович — советский и российский художник, педагог.

## Биография
Родился 23 июля 1914 в городе Балта, Одесская область, Украинская ССР.
Проживал в городе Балта на ул. Уваровская, дом 134.
Дата призыва 22 декабря 1936. Место призыва: Мытищинский РВК, Московская обл., Мытищинский район. Места службы: 457 сп 129 сд 3 А 1 БелФ; 900 сп 242 сд ЗапФ; 457 сп 129 сд БрянФ; 457 сп 129 сд 2 БелФ; 457 сп 129 сд 3 БелФ|457 сп 129 сд; 900 сп 242 сд|457 сп 129 сд 40 ск 3 А.
Участвовал в обороне Москвы за что получил 1 мая 1944 Медаль «За оборону Москвы».
- В годы службы получил воинское звание: старший лейтенант. Был награждён медалями «За боевые заслуги» и «За взятие Берлина».
- В 1950 году окончил Высшее художественное училище имени Мухиной (ЛВХПУ им. В. В. Мухиной), кафедра монументальной живописи.
- В 1953 году вступил в союз художников СССР.
- Более десяти лет преподавал в Ленинградском художественном училище имени В. А. Серова в должности заведующего кафедры оформления интерьера.
- Преподавал в школе № 190, среди его учеников известный художник Сердюков Николай Владимирович.
- Преподавал в Мухинском училище.
- Михаил Аронович ушел из жизни в 2013 году.

## Обучение
ГОЛЬДИН Михаил (Моисей) Аронович (р. 1917 г.) (р. 1923 г. ???) Дипломная работа — эскиз панно для Артиллерийского музея (Ленинград). Тема: «Взятие Шлиссельбурга Петром I». Руководители — Р. Р. Френц, К. Л. Иогансен. Преподавал рисунок, затем композицию в Художественном училище им. Н. К. Рериха. … Живописец (маринист и портретист), художник монументально-декоративного искусства. Оформлял общественные здания Одессы. Преподавал в Одесском художественном училище (1956—1957).

## Награды
- 01 мая 1944 Медаль «За оборону Москвы»[3]
- 15 мая 1944 Медаль «За боевые заслуги»[4]
- 9 сентября 1944 Орден Отечественной войны II степени[5]
- 9 мая 1945 Медаль «За победу над Германией в Великой Отечественной войне 1941—1945 гг.»[6]
- 9 июня 1945 Медаль «За взятие Берлина»[7]
- 15 ноября 1950 Медаль «За боевые заслуги»[8]